# Morgex
Morgex ist eine italienische Gemeinde in der italienischen Region Aostatal. Sie liegt auf 923 m s.l.m. und hat 2057 Einwohner (Stand 31. Dezember 2023) auf einer Fläche von rund 44 km². Morgex liegt in den italienischen Alpen (etwa 923 Meter Höhe über dem Meeresspiegel), auf der orographisch linken Seite der Dora Baltea. Die Einwohner werden Morgeassins (frz.) oder Mordzaheun (Patois) genannt.
Die Nachbargemeinden sind Courmayeur, La Salle, La Thuile und Pré-Saint-Didier. Die Gemeinde besteht aus den Ortsteilen Arpy, Biolley, Dailley, Fosseret, La Ruine, Lavancher, Marais, Montet, Pautex, Ruillard, Tirivel und Villair.

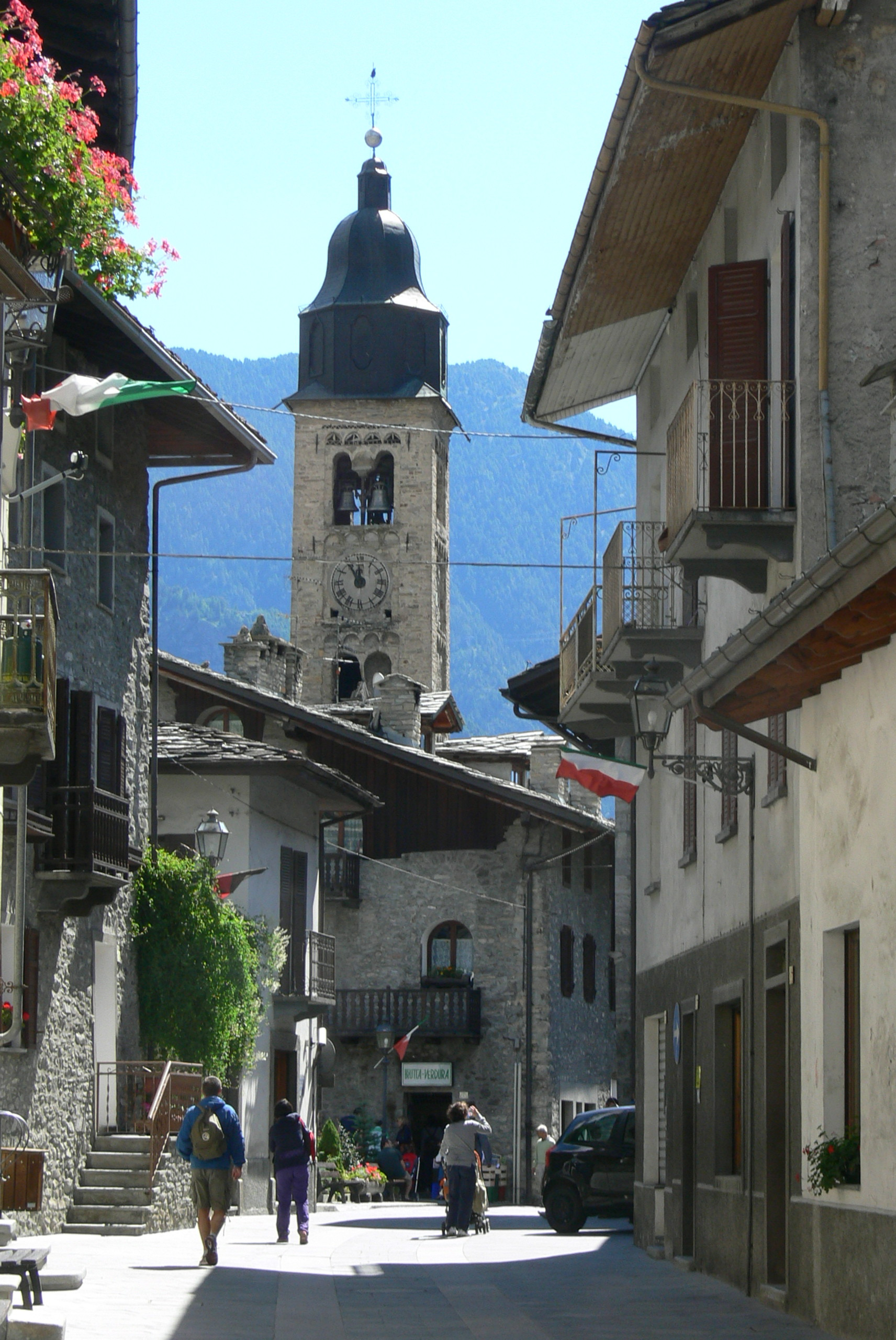
Hauptstraße von Morgex (Rue du Valdigne)

Morgex ist der Hauptort der Valdigne, dem oberen Teil des Aostatals. Zur Zeit des antiken Roms hieß der Weiler Morgentia oder Morgentium.
In Weinbergen oberhalb des Ortes wachsen die Reben für den Blanc de Morgex et de La Salle, ein frischer und trockener Weißwein.
Während der Zeit des Faschismus trug der Ort den Namen Valdigna d'Aosta.

## Sehenswürdigkeiten
- Tour de l'Archet
- Burg Pascal de la Ruine
- Festes Haus Bozel